# Sugar (álbum)
Sugar é o segundo álbum do DJ e produtor alemão Robin Schulz, que foi lançado em 25 de setembro de 2015. O álbum inclui os singles "Headlights", "Sugar", "Yellow" e "Show Me Love".

## Singles
- "Headlights" foi lançada como o primeiro single do álbum em 3 de abril de 2015. A canção apresenta vocais de Ilsey e atingiu uma colocação de número dois na Austrália e na Áustria.[1] Também alcançou boas posições nos seguintes países: Bélgica, Dinamarca, Finlândia, França, Alemanha, Hungria, Irlanda, Itália, Países Baixos, Noruega, Polônia, Suécia e Suíça.
- "Sugar" foi lançada como o segundo single do álbum em 3 de abril de 2015. A canção apresenta vocais do artista canadense Francesco Yates e amostras de gravação de "Suga Suga", single de Baby Bash, de 2003.[2][3]

## Faixas
| Listen         |                                                                    | |         |  |
| N.º            | Título                                                             | Compositor(es) | Duração |  |
| 1.             | "Headlights" (com participação de Ilsey)                           | Robin Schulz, Ilsey Juber, John Ryan, Andreas Schuller, Eric Frederic, Tom Peyton, Joe London                                                                   | 3:29    |  |
| 2.             | "Sugar" (com participação de Francesco Yates)                      | | 3:39    |  |
| 3.             | "Heatwave" (com participação de Akon)                              | Thomas Troelsen | 3:07    |  |
| 4.             | "Yellow" (com Disciples)                                           | | 3:36    |  |
| 5.             | "Show Me Love" (com J.U.D.G.E.)                                    | | 4:15    |  |
| 6.             | "Love Me Loud" (com M-22 e participação de Aleesia)                | Schulz, Lucy Batty, Dennis Bierbrodt, Frank Buelles, Jurgen Dohr, Matt James, Ryan Kowarsky, Guido Kramer, Aleesia Stamkos, Dan Talevski, Alex 'Pilzbury' Vujic | 3:35    |  |
| 7.             | "Pride" (com SoFLY and Nius)                                       | Marvin Gaye, Norman Whitfield, William Stevenso | 3:04    |  |
| 8.             | "Find Me" (com HEYHEY)                                             | | 3:17    |  |
| 9.             | "Titanic"                                                          | | 3:41    |  |
| 10.            | "This Is Your Life"                                                | | 3:27    |  |
| 11.            | "Save Tonight" (com Moguai e participação de Solamay)              | | 3:36    |  |
| 12.            | "4 Life" (com participação de Graham Candy)                        | | 3:15    |  |
| 13.            | "Wave Goodbye" (com Henri Pfr e participação de Jeffrey Jey)       | | 3:16    |  |
| 14.            | "World Turns Grey" (com HEYHEY e participação de Princess Chelsea) | | 3:52    |  |
| 15.            | "Moonlit Sky" (com Moby e The Void Pacific Choir)                  | | 3:08    |  |
| Duração total: | Duração total:                                                     | Duração total: | 52:17   |  |

## Desempenho nas paradas
| Parada (2015)                         | Melhor posição |
| ------------------------------------- | -------------- |
| Austrália (ARIA)                      | 31             |
| Áustria (Ö3 Austria Top 40)           | 4              |
| Bélgica (Ultratop Flandres)           | 27             |
| Bélgica (Ultratop Valônia)            | 23             |
| Dinamarca (Hitlisten)                 | 31             |
| Países Baixos (Dutch Charts)          | 48             |
| Finlândia (Suomen virallinen lista)   | 38             |
| França (SNEP)                         | 39             |
| Alemanha (Offizielle Deutsche Charts) | 3              |
| Hungria (MAHASZ)                      | 8              |
| Irlanda (IRMA)                        | 53             |
| Itália (FIMI)                         | 22             |
| Noruega (VG-lista)                    | 10             |
| Suécia (Sverigetopplistan)            | 19             |
| Suíça (Schweizer Hitparade)           | 1              |
| Estados Unidos (Billboard 200)        | 173            |

## Histórico de lançamento
| Região | Data                   | Formato          | Gravadora          |
| ------ | ---------------------- | ---------------- | ------------------ |
| Mundo  | 25 de setembro de 2015 | Descarga digital | Warner Music Group |